# Dansa pausa
"Dansa pausa" är en låt framförd av den svenska gruppen Panetoz. Den är skriven av Nebeyu, Pa Modou, och producerad av Memo Crescendo. Låten släpptes på singel digitalt den 17 juni 2011 och uppnådde första plats på Sverigetopplistan den 11 maj 2012 samt Digilistan den 27 maj.

## Låtlista
1. "Dansa pausa" – 2:59
2. "Dansa pausa" (Radio House-remix) – 4:22
3. "Dansa pausa" (Extended House-remix) – 6:28

## Topplistor
| Topplista (2012)  | Högsta position |
| ----------------- | --------------- |
| Sverigetopplistan | 1               |